# Linia kolejowa Mittweida – Dreiwerden/Ringethal
Linia kolejowa Mittweida – Dreiwerden/Ringethal – dawna regionalna linia kolejowa w Niemczech, w kraju związkowym Saksonia, która została wybudowana przez Sächsische Industriebahnen-Gesellschaft. Służyła głównie do przewozu towarów do fabryk w dolinie Zschopau. W 1997 roku linia została zamknięta.